# Кузьмовир
Кузьмови́р (рос. Кузьмовыр) — присілок в Ігринському районі Удмуртії, Росія.

## Населення
Населення — 169 осіб (2010; 159 в 2002).
Національний склад станом на 2002 рік:
- удмурти — 94 %

## Урбаноніми[3]
- вулиці — Логова, Миру, Молодіжна, Нова, Об'їзна